# Dallas - La guerra degli Ewing
Dallas: La guerra degli Ewing (Dallas: War of the Ewings) è un film TV del 1998 tratto dalla serie Dallas.

## Trama
Bobby e Sue Ellen dirigono insieme ormai da due anni la Ewing Oil. Intanto J.R., nonostante abbia una compagnia tutta sua, non si arrende e cerca di fare il possibile per tornare a far parte dell'azienda di suo padre.
Tramite delle ricerche J.R. scopre che sotto il ranch del fratellastro Ray si nasconde un'enorme quantità di petrolio. Lui crede di essere l'unico a sapere di questo, in realtà anche il rivale in affari Carter McKay ne è a conoscenza. I due avranno un ennesimo scontro per contendersi il petrolio.
Intanto Ray torna al ranch, ignaro di tutto. Qualcuno sta cercando di uccidere J.R.
Bobby e Sue Ellen hanno una lite molto pesante, infatti lei è gelosa che Bobby esca con una certa Jennifer, amica di J.R., che ha conosciuto da poco tempo. Bobby farà pace con Sue Ellen e si fidanzerà con Jennifer.
Ray ha dei grossi problemi finanziari ed è costretto a vendere il ranch. Ovviamente J.R. e McKay si contenderanno il prezzo e come sempre J.R. avrà la meglio (e il petrolio). L'investigatore privato di J.R. scopre chi sta cercando di farlo fuori. L'uomo è il socio di McKay, Peter. Quest'ultimo verrà arrestato e Ray potrà risolvere i suoi problemi grazie ai soldi di J.R.
Bobby decide di fare un lungo viaggio con Jennifer ed affida la compagnia, in sua assenza, a Sue Ellen.